# Mir Jafar Baghirov
Pour les articles homonymes, voir Baghirov.
Mir Jafar Baghirov Abbas oglu (en azéri : Mircəfər Abbas oğlu Bağırov), né le 17 septembre 1896 à Quba et mort le 7 mai 1956 à Bakou, est une personnalité politique azerbaïdjanaise qui fut le dirigeant communiste de la RSS d'Azerbaïdjan de 1932 à 1953, sous la direction soviétique de Joseph Staline. 

## Jeunesse
Né à Quba dans le gouvernement de Bakou en 1896, Baghirov étudie la pédagogie à Petrovsk. De 1915 à 1917, MJ Baghirov est instituteur dans un village de Khudat. Il participe à la révolution d'Octobre et à la guerre civile russe comme commandant de régiment, commissaire militaire de la division azerbaïdjanaise, conseiller du corps du Caucase du commandement militaire russe et chef du tribunal révolutionnaire de la division azerbaïdjanaise. Après la prise de contrôle de l'Azerbaïdjan par l'Union soviétique, Baghirov est nommé président du Comité révolutionnaire de la région du Karabakh en Azerbaïdjan. Baghirov aurait également travaillé pour la police de la république démocratique d'Azerbaïdjan. De 1927 à 1929, il est directeur du Département de la distribution de l'eau de Transcaucasie. De février 1921 à mai 1927 et de décembre 1929 à août 1930, Baghirov est le chef des services de sécurité de l'État.

## Premier secrétaire du parti communiste
En 1932, Baghirov est nommé commissaire du peuple de la RSS d'Azerbaïdjan et, de 1933 à 1953, premier secrétaire du Comité central du parti communiste d'Azerbaïdjan. En 1953, le bureau du Comité central du parti communiste azerbaïdjanais nomme Baghirov à la tête du Conseil des ministres de la RSS d'Azerbaïdjan. Après la mort de Staline en mars 1953, Baghirov est accusé de répression, arrêté en 1954, jugé et condamné à mort par le tribunal militaire de l'Union soviétique. Dans son dernier discours de 17 minutes devant le tribunal, il se prononce en faveur de la peine et refuse toute demande de grâce. Baghirov est exécuté en 1956,. 
Mir Jafar Baghirov est une figure controversée de l'histoire de l'Azerbaïdjan. En 1940, environ 70 000 Azéris sont morts à la suite de purges effectuées sous Baghirov. L'intelligentsia est décimée, brisée et éliminée en tant que force sociale et la vieille garde, l'élite communiste est détruite. Cependant, Baghirov réussit à résister à la demande arménienne de céder l'oblast autonome du Haut-Karabakh de la RSS d'Azerbaïdjan à la RSS d'Arménie. 
Il est crédité pour avoir traité son fils cadet comme un citoyen soviétique ordinaire. Ainsi Baghirov envoie son fils, Vladimir (Jahangir) Baghirov, pilote militaire, dans l'armée soviétique pour lutter contre l'Allemagne nazie. Ce dernier est tué au combat en juin 1943 après avoir effectué un pilonnage aérien.

## Distinctions et récompenses
- Ordre du Drapeau rouge (deux fois)
- Cinq ordres de Lénine
- Ordre du Drapeau rouge du travail (deux fois)
- Ordre du Drapeau rouge de la RSS d'Azerbaïdjan
- Ordre de la guerre patriotique